# ルーシの諸公会議
ルーシの諸公会議（ルーシのしょこう - かいぎ、ロシア語: Съезды русских князей、古東スラヴ語:снемы）とは、11世紀から14世紀のルーシ（キエフ・ルーシ並びにその諸公国）において、リューリク朝に連なる諸公によって開催された会議である。会議は、諸公の意見を調整し、ルーシ国内及び対外政策に関する合議を形成するために行われた。
ルーシ各地の統治者である諸公（クニャージあるいはヴェリーキー・クニャージ）は全てリューリク朝に連なる一族であり、親族会議ではあるが、諸公会議は公的な性質を帯びていた。11世紀から12世紀始めにかけて、年長格の全ての公が参加した諸公会議での大々的な決議は、キエフ大公国全体の政体を決定づけるものとなった。1097年リューベチ諸公会議、1103年ドロプスク諸公会議は、ルーシ領域周辺の遊牧民・ポロヴェツ族をルーシ諸公共通の敵とすることで諸公間の権力闘争を収める方策でもあったとする見解がある。続くルーシの分裂期（1132年 - ）からモンゴルのルーシ侵攻（ - 1240年）までの間には、ある公国内のリューリク朝の一枝の諸公のみが参加する諸公会議も行われるとともに、ルーシ全域の諸公による会議も開催された。その第一の議題はポロヴェツ族に対する遠征軍の組織だった。なお、ポロヴェツ族とは恒久的な敵対関係にあったわけではなく、ポロヴェツ族長との間で、平和を維持するための会議も開催された。また、西ルーシの公にとっては、リトアニアの公との会議もまれなものではなかった。
A.シチャヴェリョフは、モンゴルのルーシ侵攻までに、おおよそ最大で170回までの様々な規模の諸公会議が開催されたと計算している。ただし、ルーシの分裂期の諸公会議の役割については十分な研究がなく、諸公会議をルーシ国内の最高会議組織と位置づける説（V.パシュトー）がある一方、政体に実質的な影響を及ぼすものではなかったとする説（B.ルィバコフ(ru)、A.トロチコ(ru)）もある。日本語文献では、12世紀末には諸公会議の果たす役割は縮減し、軍事協議機関としての役割（例えば1223年カルカ河畔の戦いの事前協議(uk)）のみが残されていたとする分析がある。

## 諸公会議・年代順
- ヴィシゴロド諸公会議（1072年）
- リューベチ諸公会議（1097年）
- ウヴェティチ諸公会議(ru)（1100年）
- ドロプスク諸公会議（1103年）
- チェルニゴフ諸公会議（1206年）
- イサドィ諸公会議（1217年）
- キエフ諸公会議(uk)（1223年）
- スーズダリ諸公会議(ru)（1229年）
- キエフ諸公会議(ru)（1231年）
- ドミトロフ諸公会議(ru)（1301年）
- ペレヤスラヴリ諸公会議(ru)（1374年）